# 單不飽和脂肪酸
單不飽和脂肪酸（英語：monounsaturated fatty acid），俗稱單元不飽和脂肪酸，是兩類不飽和脂肪酸之一，分子中只有一個雙鍵，其餘皆為單鍵；相比之下，多不飽和脂肪酸則有多於一個以上的雙鍵存在例如二十花生四烯酸。
單不飽和脂肪酸是屬於非必需脂肪酸（non-essential fatty acids），可以在體內合成，例如ω-9（Omega-9）系列脂肪酸。常見的此類脂肪酸包括棕櫚油酸或油酸，油酸是橄欖油與棕櫚油的主要成份之一，而芥花籽油、花生油、菜籽油、果仁及牛油果等植物油均相對含有較多這類脂肪酸。

## 常见单不饱和脂肪酸
常见的单不饱和脂肪酸有软脂酸，顺式十八烷酸和油酸，下图是软脂酸和油酸的结构式：

软脂酸
油酸
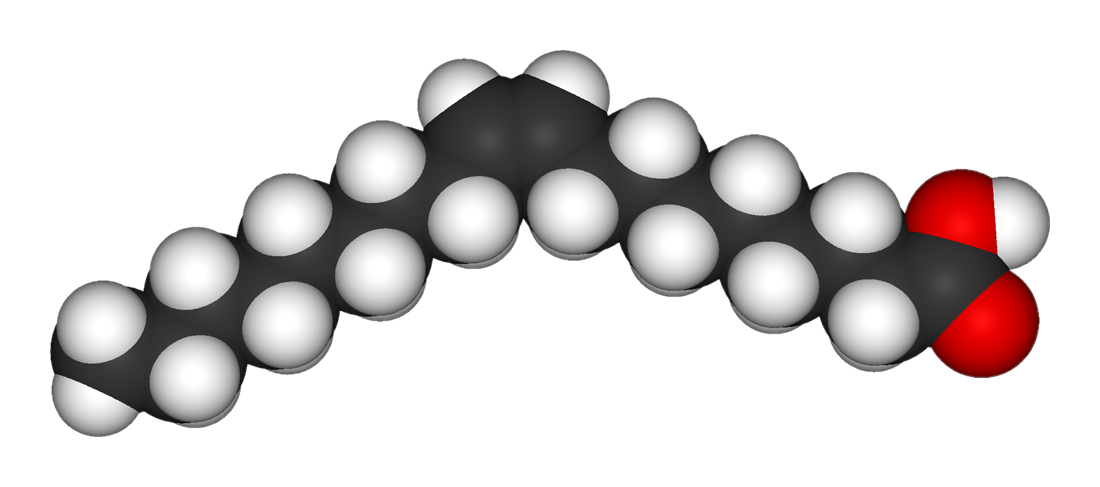
油酸的分子結構

## 对健康的影响
單不飽和脂肪有助於降低低密度脂蛋白（LDL）所攜帶的膽固醇（常被俗稱為「壞膽固醇」），有可能提高高密度脂蛋白（HDL）所攜帶的膽固醇（常被俗稱為「好膽固醇」），能減低患上冠心病之風險。
研究认为，由于更能提高生物膜的流动性，多不饱和脂肪比单不饱和脂肪更能降低患冠心病的危险，但同时也提高了患脂质过氧化的风险。另一方面，某些单不饱和脂肪和饱和脂肪会提高胰岛素抗性，而多不饱和脂肪则会降低胰岛素抗性
进一步对于大规模KANWU的研究表明,增加单不饱和脂肪和降低饱和脂肪的摄入可以提高胰岛素敏感性,但这只限于总脂肪摄入量较低的状态下
研究表明当时用单不饱和脂肪替换饱和脂肪时,可以提高机体的运动能力和能量恢复。在单不饱和脂肪中，高油酸食物比高硬脂酸食物更能提高机体的运动能力。这一研究还表明，单不饱和脂肪有助于降低愤怒和烦躁状态的发生
血红细胞的细胞膜中的油酸和其他单不饱和脂肪酸含量与胸腺癌的风险成正相关，细胞膜中的饱和指数和胸腺癌的风险成负相关。单饱和脂肪酸和低饱和指数都是postmenopausal胸腺癌的预兆指标。这些参数都和酶9-d的活性有关。
在儿童中，摄入单不饱和脂肪可以改善血清中油脂的情况。
地中海饮食和单不饱和脂肪密切相关。虽然地中海沿岸居民的饮食比北欧国家居民的饮食中油脂更多，但其中大部分油脂都是源于橄榄油的单不饱和脂肪和源于鱼类、蔬菜和羊肉的ω-3脂肪酸，甚少有饱和脂肪。克里特岛居民的饮食中也含有很高的脂肪含量，但多数由橄榄油提供所以降低了居民患冠心病的风险，但无法降低患胸腺癌的风险。